# Louis Darblay
Pour les autres membres de la famille, voir Famille Darblay.
Louis Darblay est un homme politique français né le 17 septembre 1851 à Chevilly (Loiret) et décédé le 18 janvier 1927 à Chevilly.

## Biographie
Propriétaire terrien et exploitant agricole, il est président du syndicat des agriculteurs du Loiret et président du comice agricole d'Orléans. Conseiller municipal de Chevilly, il succède en 1894 à son père comme conseiller général du canton d'Artenay, qu'il conserve jusqu'à son décès. Il est député du Loiret de 1901 à 1906, inscrit au groupe de l'Action libérale, puis de 1919 à 1924 au groupe de l'Entente républicaine démocratique. Il s'intéresse surtout aux questions agricoles.

## Sources
- « Louis Darblay », dans le Dictionnaire des parlementaires français (1889-1940), sous la direction de Jean Jolly, PUF, 1960 [détail de l’édition]